# Diontolobus punctipennis
Diontolobus punctipennis is een keversoort uit de familie schorsknaagkevers (Trogossitidae). De wetenschappelijke naam van de soort werd in 1849 gepubliceerd door Antoine Joseph Jean Solier.